# Flanger
Flanger är en ljudeffekt inom ljudtekniken. Flanger-effekten uppstår då ett ljud spelas upp samtidigt som en något fördröjd kopia av sig självt och fördröjningen kontinuerligt varieras mellan 1 och 10 millisekunder. Detta resulterar i kraftig interferens mellan signalerna vilket ger dämpning för vissa frekvenser och förstärkning för andra. Ofta går sveptiden att variera från 1 till 10 svep per sekund.
Resultatet blir ett svepande ljud som går upp och ner i frekvensspektrumet. Flanger låter inte naturligt och används därför då man vill ge ett instrument ett annorlunda ljud, oftast till gitarr, elbas och ibland cymbal. En liknande effekt är chorus som gör samma sak men med längre fördröjningstider, vanligen 5 till 20 millisekunder.

## Exempel
|  |
|  |